# Quill (satellite)
Pour les articles homonymes, voir Quill.
Quill est un satellite de reconnaissance radar américain lancé en 1964. Il s'agit du premier satellite de ce type. Il utilise un radar à synthèse d'ouverture qui présente l'avantage de permettre la réalisation d'images malgré la présence d'une couverture nuageuse. Le résultat de l'unique mission réalisée n'ayant pas donné satisfaction, cette technique ne sera à nouveau mise en œuvre que 20 ans plus tard.

## Historique
Depuis 1960 les États-Unis lancent à fréquence rapprochée des satellites de reconnaissance (principalement des KH-4) utilisant une caméra pour photographier notamment les installations militaires de l'Union soviétique. En présence de nuages, aucun image ne peut être obtenue. Le National Reconnaissance Office (NRO), chargé du développement des satellites de reconnaissance, fait construire au début des années 1960 le satellite Quill pour expérimenter le recours à un radar à synthèse d'ouverture. Celui-ci présente l'avantage par rapport à un satellite de reconnaissance optique de pouvoir effectuer des images par tous temps en particulier lorsque des nuages recouvrent la région photographiée. Le satellite développé par Lockheed utilise un radar Doppler à modulation d'impulsion dérivé d'un modèle de radar existant AN/UPQ-102. Le satellite est lancé le 21 décembre 1964 et pour des raisons à la fois diplomatiques et de sécurité il est testé uniquement au-dessus du territoire américain. Au cours de la mission qui dure 5 jours (l'énergie du satellite est fournie par des batteries), une superficie de 260 000 m² est observée dans l'ouest et le nord-est des États-Unis dont 80% fournit des images exploitables. Les données sont transmises en bande UHF aux stations au sol. Par ailleurs les photos argentiques des 7 premières passes sont ramenées au sol par l'unique capsule dont dispose le satellite. Le satellite est détruit au cours de sa rentrée atmosphérique qui a lieu le 11 janvier 1965. Mais la résolution spatiale des images obtenues n'est pas jugée satisfaisante et le développement du projet est arrêté après ce premier vol. Il faudra attendre les années 1980 pour que, les progrès techniques dans le domaine de l'électronique aidant, les États-Unis mettent à nouveau en œuvre un radar avec la série des Lacros.

## Caractéristiques techniques
Comme les satellites de reconnaissance optique existant, Quill utilise la structure d'un étage Agena. Le satellite stabilisé 3 axes a une masse de 1 477 kg.  Le radar KP-II  d'une masse de 168 kg utilise une antenne fixe d'une superficie de 0,6 x 4,6  fixée sur l'un des côtés du corps de l'étage. Le système d'enregistrement comprend notamment un tube cathodique et une cassette de film photographique et a une masse de 45 kg. Les échos obtenus par le radar sont démodulés à bord pour préserver à la fois la phase et l'amplitude, puis la carte de terrain obtenue est enregistrée sur la pellicule photographique. A l'issue de la mission, la pellicule est ramenée sur Terre par une capsule de retour qui dispose d'un bouclier thermique et d'un parachute. En parallèle les données sont transmises par radio. La résolution spatiale à l’azimut est de 2,3 mètres mais de 24 mètres sur les côtés. Durant sa mission Quill circulait sur une orbite de 238 x 264 km avec une inclinaison orbitale de 70,08°.